# Pryozerne
Pryorzerne  (ucraniano: Приозерне) es una localidad del Raión de Izmail en el Óblast de Odesa de Ucrania. Según el censo de 2001, tiene una población de 1778 habitantes.